# Solway Firth
Solway Firth er en fjordarm som danner en grænse mellem England og Skotland grænsende til Cumbria og Dumfries og Galloway. 
Fjorden strækker sig fra St Bees Head, akkurat syd for Whitehaven i Cumbria, til Mull of Galloway, på den vestlige ende af Dumfries og Galloway, ud i Det Irske Hav.

## Karakteristika
Kystlinjen er karakteriseret af lavlandsområde med små højdedrag og mindre bjerge. 
Det er hovedsageligt et landligt område hvor befolkningen er sysselsat med fiske og jordbrug og er i sig selv  ikke bemærkelsesværdigt, undtagen større områder med salt og mudderflader som ofte har farlige steder med kviksand, som bevæger sig hvorfor besøgende ikke bør bævæge sig omkring på disse steder  uden at være ledsaget af folk fra lokalområdet. 

## Turisme
Turisme har i den senere tid bidraget til den lokale økonomi.

## Forurening
Forsvarsdepartementet har i 1999 ladet militæret affyre mere end 6.350 runder indeholdende uran i fjorden. 
Tilstødende områder i Det Irske Hav er en anden kilde til radioaktiv forurening.

## Filmindspilning
Området har været anvendt som lokation, Kirkcudbright (udtales Kur-coo-bree), for indspilning af filmen The Wicker Man med Edward Woodward i hovedrollen. 

## Naturværnsområde
Langs Solway er der en strækning med over 750 km² med steder af speciel videnskabelig interesse, såkaldt Sites of Special Scientific Interest (SSSIs), foruden nationalt naturværnsområde ved Caerlaverock.